# Робер Кампен

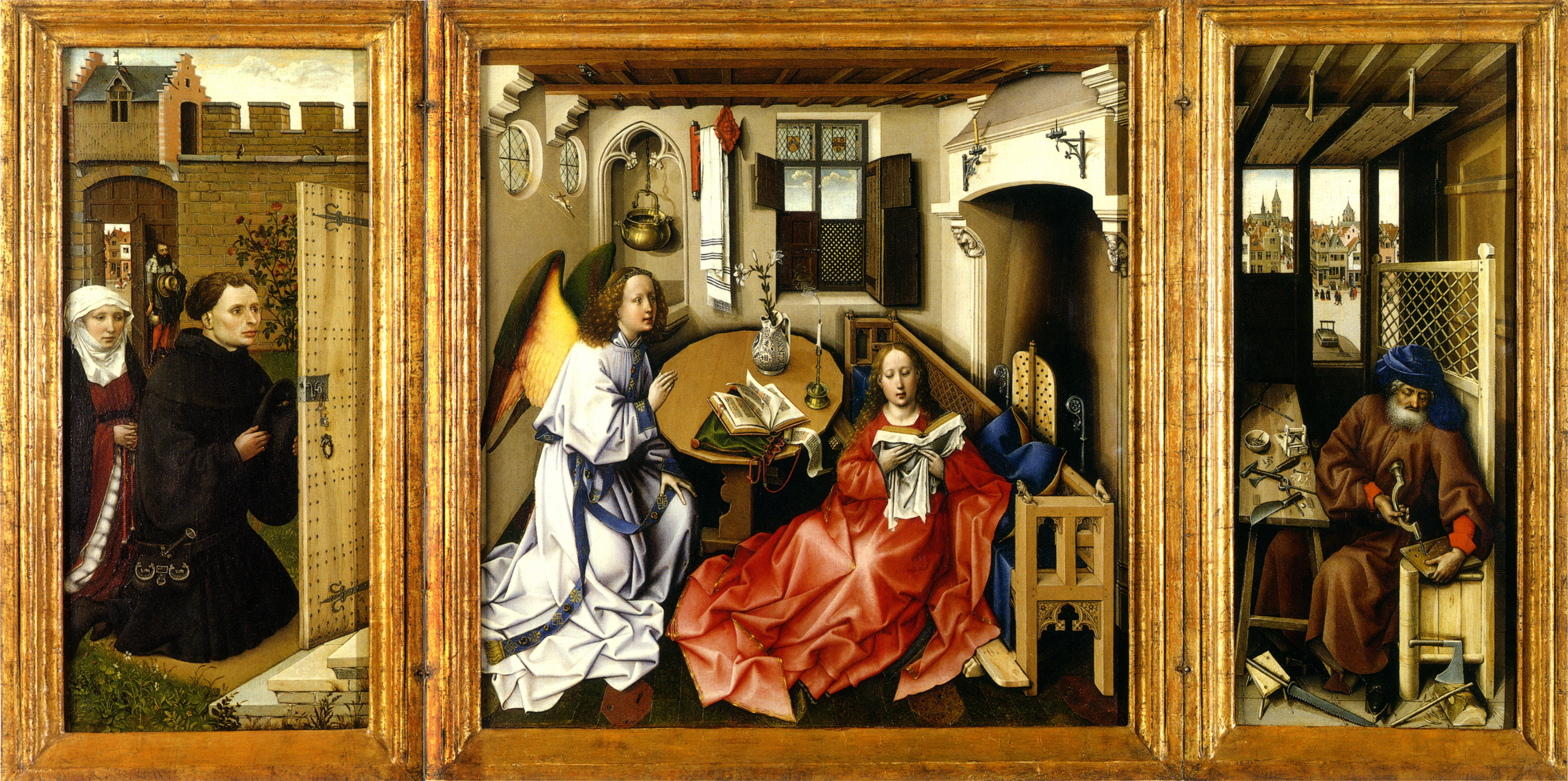
Вівтар Мероде, бл. 1425 р.

Робер Кампен (нід. Robert Campin;  бл. 1378 —  26 квітня 1444, Турне) — нідерландський живописець, що донедавна часто ототожнювався з Флемальским майстром — невідомим художником, який стоїть біля витоків традиції раннього нідерландського живопису (так званих «фламандських примітивів»). За новими дослідженнями, питання про ідентичність Робера Кампена та Фламельського майстра є спірним. Наставник Рогіра ван дер Вейдена і один з перших портретистів в європейському живописі.

## Манера живопису
Як сучасник мініатюристів, що працювали над ілюмінува́нням рукописів, Кампен зміг досягти такого рівня реалістичності й спостережливості, як жоден інший живописець до нього. Все ж таки, його твори архаїчніші, ніж роботи його молодших сучасників. У побутових деталях помітна демократичність, часом трапляється побутове трактування релігійних сюжетів, яке буде властивим для нідерландського живопису й пізніше.

## Основоположник Північного Відродження
Мистецтвознавці давно намагалися знайти витоки Північного Відродження, з'ясувати, хто був першим майстром, що започаткував цю манеру. Довго вважалося, що першим художником, що відійшов від традицій готики був Ян ван Ейк. Але до кінця XIX століття стало зрозуміло, що ван Ейку передував ще один художник, пензлю якого належить триптих з Благовіщенням, що раніше належав графині Мероде (т. зв. «триптих Мероде»), а також т. зв. «Флемальский вівтар». Висувалося припущення, що обидві ці роботи належать пензлеві Флемальського майстра, особу якого на той час ще не було встановлено.

## Пошук імені
У XX столітті деякі вчені припустили, що Флемальским майстром міг бути не хто інший, як Робер Кампен, який згадується в документах як майстер-живописець в Турне з 1406 року. Вперше цю версію висунув Юлен де Лоо в 1909 році.
Доказом тут виступають документи, в яких йдеться про те, що двох учнів — Жак Дарі і Рожеле де ля Пасторе — було прийнято в його студію в 1427 році. Останнім був, скорше за все, великий Рогир ван дер Вейден. У єдиному триптиху Дарі, що дійшов до наших днів, простежуються схожі риси з роботами Флемальського майстра. Ці ж риси знаходять і в роботах ван дер Вейдена. Таким чином, можна припустити, що вони обидва були учнями флемальського майстра, тобто Робера Кампена. Інша версія свідчить, що цей триптих був написаний ван дер Вейденом, коли тому не було й тридцяти. Деякі мистецтвознавці досі вважають твори Флемальського майстра ранніми роботами ван дер Вейдена.
За останніми дослідженнями, було з'ясовано, що твори, які приписують Флемальському майстрові, було написано не одним, а кількома художниками. Тож питання про те, чи справді можна вважати Робера Кампена одним з авторів творів, що їх приписують Флемальському майстрові, залишається відкритим. На думку інших науковців, принаймні частина робіт Флемальського майстра таки має належати пензлеві Робера Кампена.

## Відмінність від ван дер Вейдена
Твори Флемальского майстра дещо грубші в техніці, ніж роботи ван дер Вейдена. Вони відрізняються контрастнішим світлотіньовим моделюванням. Крім того, вони не настільки витончені й аристократичні за характером своїх образів.

## Відомі картини

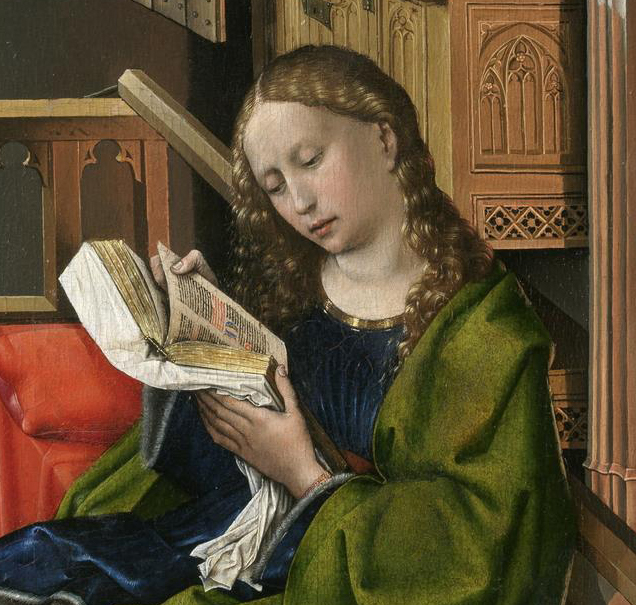
Св. Варвара, фрагмент Верлського триптиха

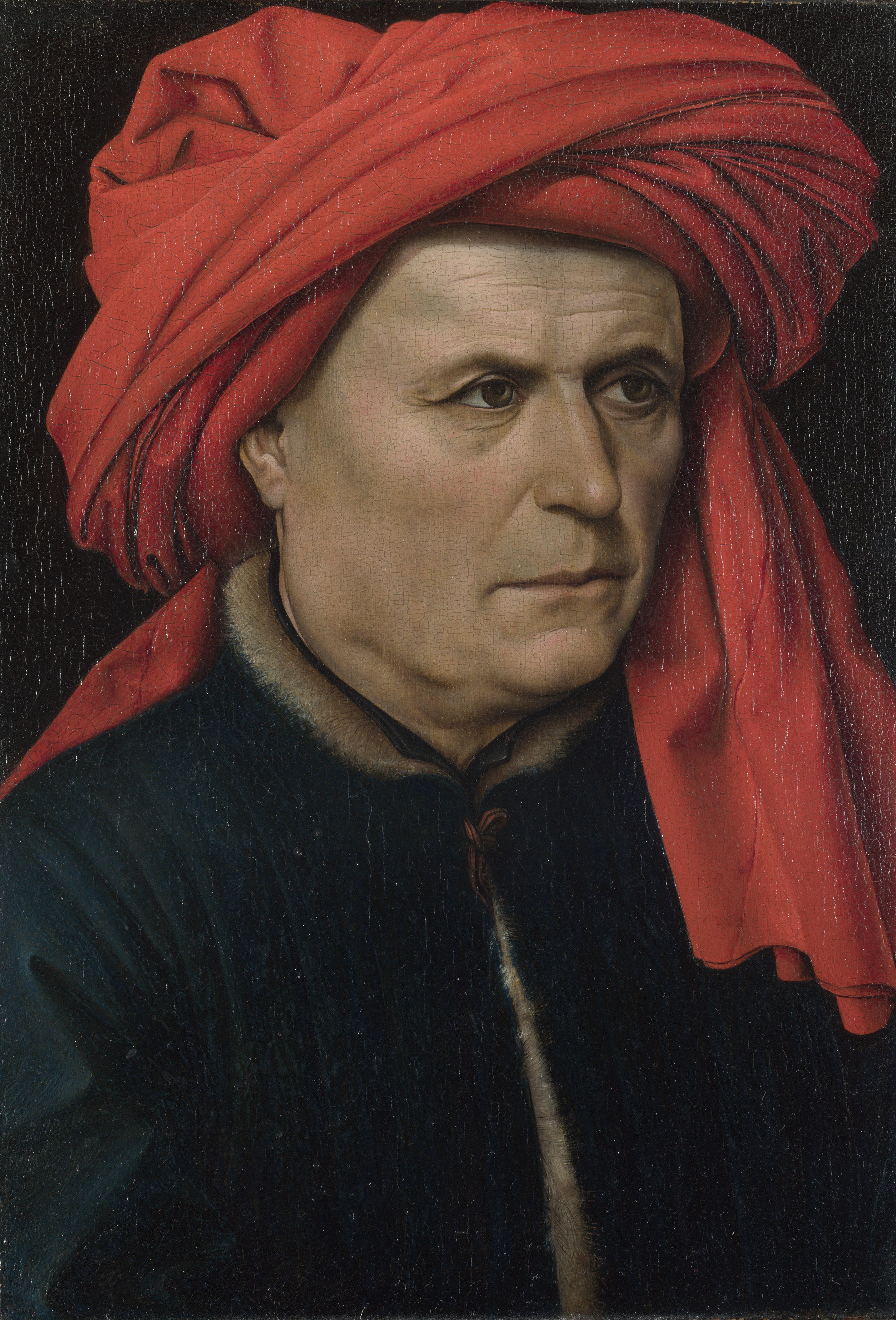
Портрет чоловіка в червоному тюрбані, Лондонська національна галерея

Кілька робіт, приписуваних Роберу Кампені, можна побачити в Ермітажі, Прадо і Національній галереї Лондона. А також «Різдво Христове» (1420) з музею в Діжоні, дві стулки т. н. «Вівтаря Верл» (Werl), що зберігаються в Прадо, і ще близько 20 картин, деякі з них — лише фрагменти великих творів, або ж копії.
- Диптих Трійця і Мадонна з немовлям у каміна (бл. 1430 ; Ермітаж, Санкт-Петербург).

### Флемальский вівтар
У цей час знаходиться у Франкфурті (Städelsches Kunstinstitut). Отримав свою назву від Флемальского абатства, поблизу Льєжа — перш помилково вважалося, що саме звідти він відбувається. Збереглося чотири стулки, 3 з них належать Флемальскому майстрові: «Свята Трійця», «Діва Марія з немовлям» та "св. Вероніка ". (Бл. 1410).

### Триптих Мероде
«Триптих Мероде» датується 1428 роком. Тепер він знаходиться в музеї Метрополітен в Нью-Йорку. Його творець також називався «Майстром вівтаря Мероде». Зараз атрибуція його Флемальскому майстру все ж таки знову перебуває під сумнівом.